# Der furchtlose Rebell
Der furchtlose Rebell (Originaltitel: Vanina Vanini) ist ein italienisch-französischer Spielfilm aus dem Jahre 1961 von Roberto Rossellini mit Sandra Milo. An ihrer steht Laurent Terzieff als der (laut deutschem Titel) furchtlose Rebell. Der Film entstand nach dem Roman Vanina Vanini (1829) von Stendhall.

## Handlung
Italien im Jahre 1823. Die 19-jährige römische Prinzessin Vanina Vanini wird von vielen noblen Jünglingen begehrt, doch keiner scheint ihr gut genug zu sein. Die immer gleichen, gelackten römischen Schönlinge langweilen sie zu Tode. Ganz Italien erlebt gerade unruhige Zeiten, es ist eine Zeit des Aufruhrs. Die Bauern und die kleinen Leute rebellieren gegen die Großgrundbesitzer und den Klerus, der ihnen das Blut aus den Adern zu saugen scheinen, und auch Vanina Vanini wird in diesen Strudel allgemeiner Infragestellung alter Ordnungen und Werte hineingezogen. Denn sie verliebt sich ausgerechnet in einen „Klassenfeind“, in den wagemutigen und entschlossenen Pietro Missirilli, einem rebellischen Landmann aus der Romagna. Missirilli wird von Vaninas Vater, Prinz Asdrubale, vor dessen Verfolgern geschützt und versteckt und muss sich zeitweise sogar als Frau verkleiden.
Vanina verliebt sich in diesen Mann, der so ganz anders ist als all die ihr bekannten Männer und der im Kampfgetümmel schwer verwundet wurde. Vanina opfert sich für den Geliebten auf, um ihn zu heilen. Doch Pietro Missirilli hat eine Mission, und selbst die Liebe zu der drallen Prinzessin kann ihn von seinen Überzeugungen nicht abbringen: wenn das Vaterland ruft, müssen die persönlichen Gefühle zurückstehen, so sein Credo. Vanina unternimmt, was sie kann und erreicht, was sie nicht wollte: Pietro Missirilli stellt sich seinen Häschern, weil sie aus Verzweiflung und Liebe zu ihm seine Kämpfer verraten hat und ihn dadurch dem Ruch ausgesetzt hat, ein Verräter an seinen Idealen geworden zu sein. Pietro Missirilli wird zum Tode verurteilt, Vanina greift ein, indem sie mit dem Mann spielt, der sie liebt und dem Onkel, der sich von ihrer Schönheit vernebeln lässt. Sogar der Kirchenfürst wird eingeschaltet, um die Begnadigung des Geliebten zu erreichen. Doch derlei Hilfe und Vaninas Einsatz um sein Leben ist Pietro überhaupt nicht recht, und so endet diese Liebesbeziehung in stürmischen Zeiten tragisch: Er endet auf dem Schafott, und Vanina geht ins Kloster.

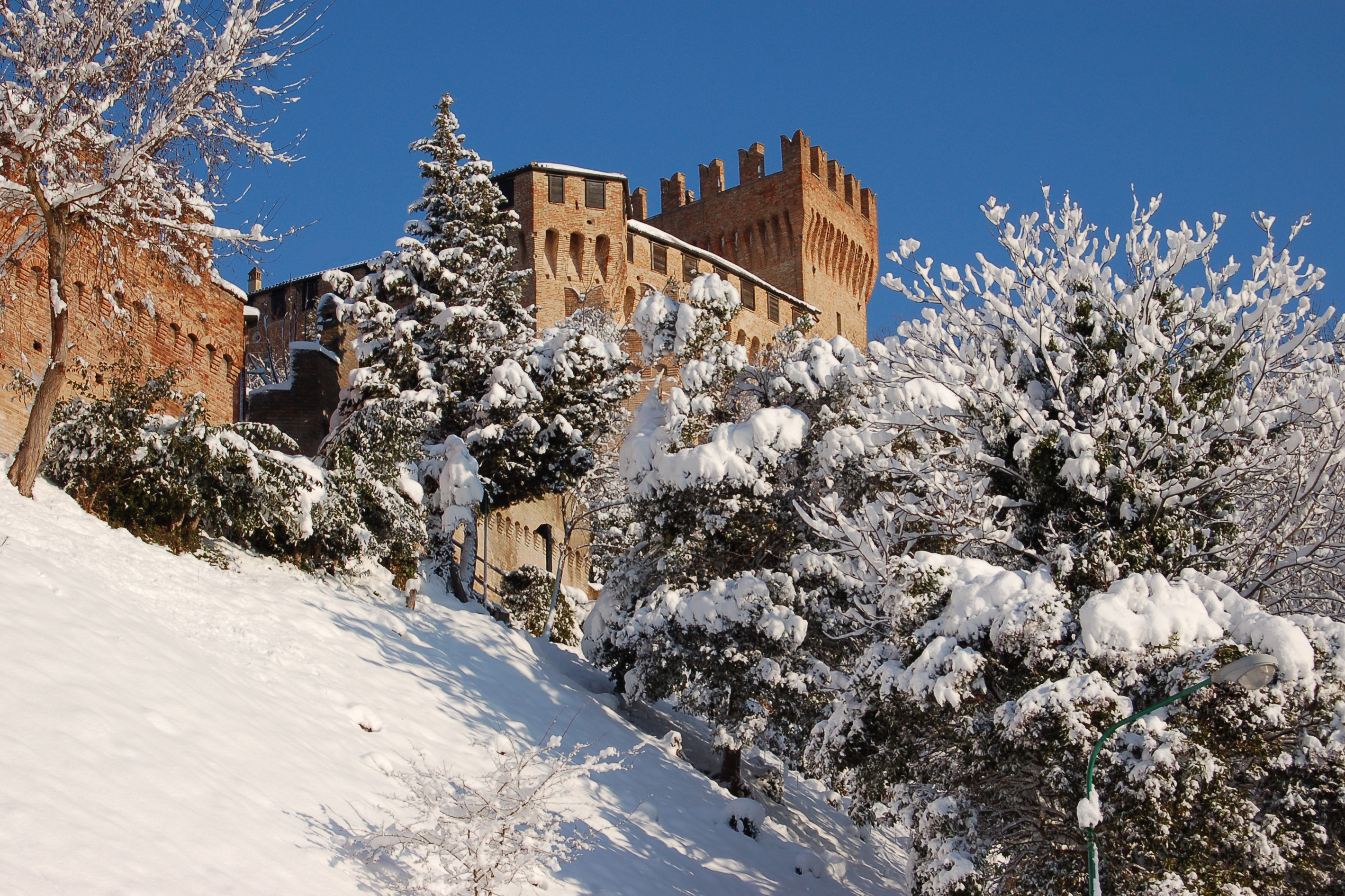
Einer der Drehorte: das Castello von Gradara

## Produktionsnotizen
Der furchtlose Rebell entstand in Gradara in den Marken sowie im Forte di San Leo in der Emilia-Romagna. Der Film wurde am 12. Oktober 1961 in Italien uraufgeführt und am 16. März 1962 erstmals in Deutschland gezeigt. Am 30. März 1962 lief Der furchtlose Rebell auch in Österreich an. Unter dem Titel Verrat im Kastell kam er am 25. Dezember 1969 in die Kinos der DDR.
Die Bauten entwarf Luigi Scaccianoce, die Kostüme Danilo Donati.

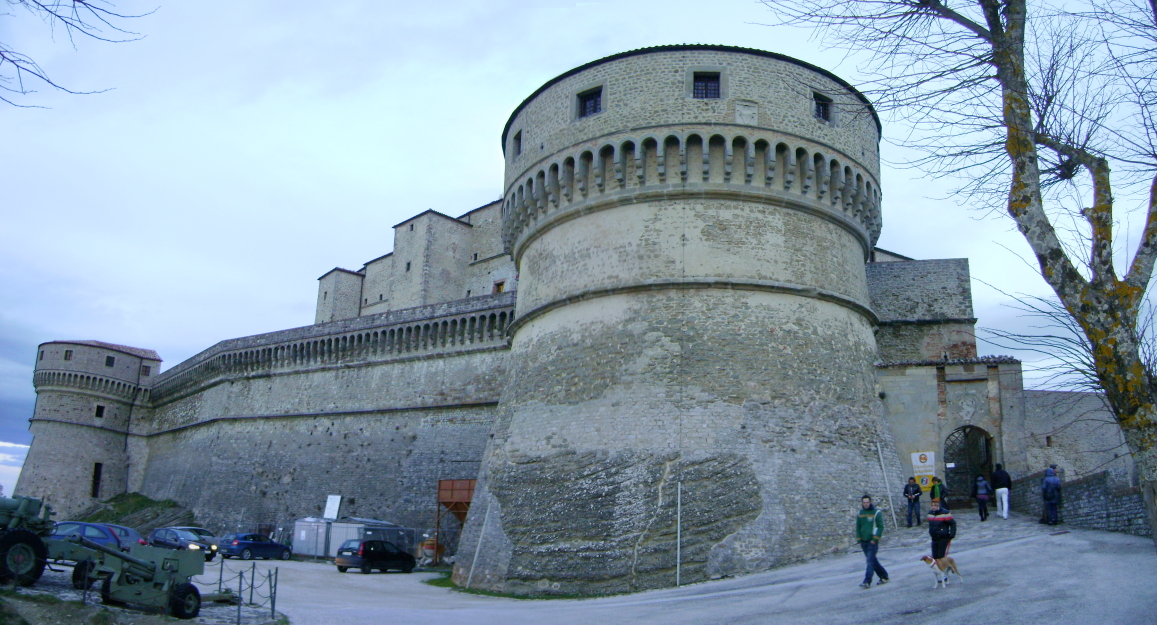
Ein weiterer Drehort: die Festung von San Leo

## Kritiken
„Roberto Rossellinis Versuch, Luchino Viscontis berühmtem Werk Senso nachzueifern, geriet auf Längen zur unfreiwilligen Groteske. Dabei hätte die Geschichte der römischen Prinzessin Vanina Vanini, die sich in maßloser Liebe einem Feind ihrer Klasse, einem Rebellen des risorgimento zuneigt, sehr wohl zum subtilen und filmisch reizvollen Beweisstück über die Unmöglichkeit einer ‚Liebe an und für sich‘ werden können. Rossellini indes läßt sein Paar beharrlich in Dialogen schwelgen, die schwanken zwischen ‚Ich lasse dich nicht, o mein Geliebter‘, und ‚Mich aber ruft das teure Vaterland‘. Genauso ist es um den historischen Hintergrund bestellt, der allzu peinlich nach Kulisse schmeckt – was nicht nur jede Frage nach einer aktuellen Bezüglichkeit der Fabel ausschließt, sondern nicht einmal mehr die Vorstellung aufkommen läßt, hier werde wenigstens mit Anstand eine Geschichte aus vergangenen Tagen erzählt.“

„Dieses im Grunde reizvolle Sujet gab der einst gefeierte Regisseur Roberto Rossellini (Rom, offene Stadt) in seinem Film der Lächerlichkeit preis. Der grimmig dreinblickende Geliebte (Laurent Terzieff) und die teiggesichtige Liebhaberin (Sandra Milo) reden wie Enkelkinder der Courths-Mahler und befleißigen sich einer Gestik, wie sie ausschweifender kein Stummfilm kannte. Der Komponist der Filmmusik hatte offenbar Qual, sich zwischen Wagner und Verdi zu entscheiden.“

Paimann’s Filmlisten resümierte: „Kein Aktionsfilm, wie der Titel erwarten läßt, sondern eine melodramatische Abenteuergeschichte, die trotz seriöser Darstellung … durch Uneinheitlichkeit verliert, aber zeitsicher (1823) inszeniert und aufgemacht.“

„Stendhals italienische Novelle von der Leidenschaft der Prinzessin Vanini zu einem verfolgten Patrioten im Jahr 1823, dem die Freiheit Italiens wichtiger ist als der Tod. Ein enttäuschender Rossellini-Film, glaubhaft weder als Liebestragödie noch in der politischen Motivation.“